# Wang Qihan
Wang Qihan (王齐翰; Wáng Qíhàn), flor. 960–975, var en kinesisk målare som var aktiv under Södra Tangdynastin.
Har är bland annat känd för målningen målningen The Ear Picker (挑耳圖) som är utställd på Nanjingmuseet. Wang Qihan avbildade huvudsakligen människor och djur. Han arbetade på Hanlin-akademin under kejsar Li Houzhu. Tong shi, som var specialiserad på att måla buddhistiska och daoistiska porträtt var lärjunge till Wang Qihan.